# Janequeo (eroina)
Janequeo, anche nota come Yanequén (fl. XVI secolo), è stata una lonco di origine mapuche-pehuenche, moglie del lonco Huepotaén, cacicco di Llifén, che sarebbe morto sotto tortura per ordine del governatore Alonso de Sotomayor.
Dopo la morte di Huepotaén, ella avrebbe combattuto contro gli invasori spagnoli, tuttavia, secondo lo storico Diego Barros Arana, Janequeo sarebbe una creazione di Fernando Álvarez de Toledo, un personaggio fittizio nella sua Araucana.

## Biografia
La sua formazione militare e le qualità di guida fecero sì che lei si guadagnasse il sostegno degli strateghi militari del suo popolo. Con il patrocinio del suo lof e il sostegno di suo fratello Huechuntureo, venne nominata responsabile delle truppe della regione. In un periodo di grande intensità di azioni belliche, attaccò la fortezza di Puchunqui a Nahuelbuta e, dopo varie battaglie, nel 1587 vinse le truppe d'invasione, assieme a dei gruppi mapuche-puelche. Stanca della guerra, si ritirò a sud, nei suoi territori vicino Villarrica (Voipir), dove scomparve senza lasciare traccia. Secondo la tradizione sarebbe morta di tifo. Lo storico gesuita Diego de Rosales afferma in realtà si chiamava Anuqueupu, che in mapudungun è composto dalle parole anün (sedersi o mettere radici) e kewpü (pietra nera, selce o molto dura).

## Storicità
Rispetto alla "Giovanna d'Arco dell'Araucania", come la definì l'avvocato, professore di filosofia, scrittore, biografo e deputato Ramón Briseño Calderón, Diego Barros Arana scrisse così: 
(Diego Barros Arana, Historia general de Chile, 2014)
Per quanto riguarda il giudizio di Diego Barros, bisogna tenere presente che Mariño de Lobera viveva in Perù durante le gesta di Janequeo e che era in età avanzata, dato che morì nel 1594. D'altro canto, Francisco Caro de Torres si trovava a Siviglia due anni prima dell'impresa di Janequeo, arrivò in Perù nel 1586 e l'unico libro nel quale tratta del Cile è quello nel quale parla dei servizi che rese nel regno del Cile per conto del re. Di conseguenza, il giudizio di Diego Barros potrebbe non essere del tutto fondato.

## Omaggi
Janequeo sono stati resi alcuni omaggi. Janequeo avrebbe cercato di vendicare la morte del suo compagno, il cacicco Huepotaén, e di ottenere la libertà della sua gente. Negli scontri nel sud del Cile, la donna dallo spirito coraggioso e poderoso avrebbe guidato migliaia di aborigeni. Sebbene gli storici successivi abbiano messo in dubbio l'esistenza effettiva della guida mapuche, trasformando la sua figura in un mito, Janequeo è ricordata in molte città del Cile, dato che le sono state dedicate vie e viali a Concepción, Valdivia e Santiago.
Il suo nome venne dato a vari luoghi geografici, come la Roca Janequeo, una barriera corallina nella regione di Atacama che si trova a -27.3, -71.0166667, oppure a varie navi della Marina del Cile come la torpediniera Janequeo, affondata durante il blocco navale di Callao, e una pilotina (escampavía), il Janequeo (ATF-65).
Nel 2019, all'evento Comic Con Chile, venne lanciato un fumetto che omaggia il personaggio di Janequeo e che racconta la sua storia come se fosse una supereroina nello stile di Marvel o DC. Questo fumetto faceva parte di una linea di fumetti chiamata Los guardianes del sur ("I guardiani del sud") con delle storie che omaggiavano altre grandi figure mapuche come Galvarino, Caupolicán e Lautaro. Il "Mapuverso", come lo chiamano i suoi creatori, lo sceneggiatore Sebastián Castro e il disegnatore Guido “KID” Salinas, è stato un successo locale che ha portato alla creazione di una serie animata.